# Elwyn Berlekamp
Elwyn Ralph Berlekamp (Dover (Ohio), 6 september 1940 – Piedmont (Californië), 9 april 2019) was een Amerikaanse wiskundige bekend om zijn werk in de informatica, coderingstheorie en combinatorische speltheorie. Hij was hoogleraar in de wiskunde, elektrotechniek en informatica aan de Universiteit van Californië - Berkeley.
Berlekamp vond een algoritme uit voor het ontbinden van polynomen in factoren en was een van de bedenkers van het Berlekamp-Welch-algoritme en de Berlekamp-Massey-algoritmes, die worden gebruikt om Reed-Solomon-foutcorrectie te implementeren. Hij was actief in vermogensbeheer.
De familie van Berlekamp verhuisde naar Noord-Kentucky, waar Berlekamp in Fort Thomas is afgestudeerd. Hij werd toen hij undergraduate was aan het Massachusetts Institute of Technology MIT in 1961 daar Putnam Fellow. Hij voltooide zijn bachelor- en masterdiploma in de elektrotechniek in 1962, zette zijn studie aan het MIT voort en voltooide zijn PhD in elektrotechniek in 1964. Zijn begeleiders waren RG Gallager, P Elias, C Shannon en J Wozencraft. Berlekamp doceerde elektrotechniek aan de Universiteit van Californië - Berkeley van 1964 tot 1966, waarna hij bij Bell Labs wiskundig onderzoeker werd. Hij keerde in 1971 als professor naar Berkeley terug in de wiskunde, elektrotechniek en informatica, waar hij meer dan twintig studenten heeft begeleid.
Hij was lid van de National Academy of Engineering (1977) en de National Academy of Sciences (1999). Hij werd verkozen tot Fellow van de Amerikaanse Academie van Kunsten en Wetenschappen in 1996 en werd in 2012 fellow van de American Mathematical Society. Hij ontving in 1991 de IEEE Richard W. Hamming-medaille, in 1993 de Claude E. Shannon Award en in 1998 een Golden Jubilee Award voor technologische innovatie van de IEEE Information Theory Society. Hij was een van de oprichters van Gathering 4 Gardner en zat daarvoor jaren in het bestuur. Halverwege de jaren tachtig was hij president van Cyclotomics, Inc., een bedrijf dat foutcorrigerende codetechnologie ontwikkelde.
Hij was samen met JH Conway en RK Guy mede-auteur van het boek Winning Ways for your Mathematical Plays, wat leidde tot zijn erkenning als een van de grondleggers van de combinatorische speltheorie. Hij heeft verschillende spellen bestudeerd, waaronder kamertje verhuur, maar vooral Go. Berlekamp en co-auteur David Wolfe beschrijven methoden voor het analyseren van bepaalde klassen Go-eindspelen in het boek Mathematical Go.
Berlekamp kocht in 1989 het grootste belang in een handelsmaatschappij Axcom Trading Advisors. Die onderneming handelde onder andere met gebruik van algoritmes in futures.
Berlekamp had met zijn vrouw Jennifer twee dochters en een zoon en woonde in Piedmont (Californië).